# Сиватерии

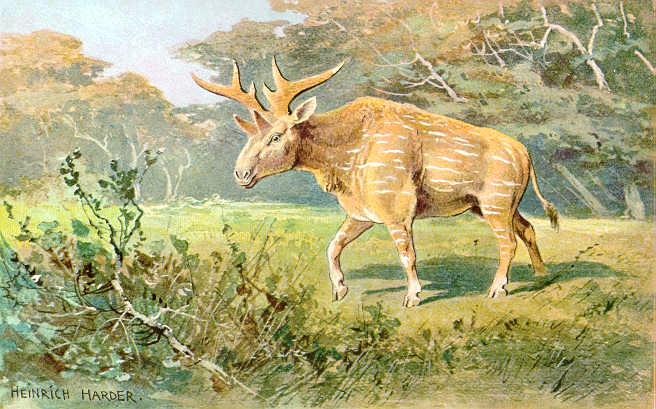
Сиватерий. Худ. Генрих Хардер (1916)

Сиватерии (лат. Sivatherium) — род вымерших млекопитающих из семейства жирафовых. Были распространены в плиоцене — верхнем плейстоцене на территориях от Африки до Восточной Азии (особенно в Индии). Первые останки найдены в плиоценовых отложениях Сиваликских гор (Гималаи) на границе Индии и Непала.

## Этимология
Название рода происходит от имени бога Шивы и др.-греч. θηρίον — зверь, буквально — «зверь Шивы». По другим данным — от названия места находки и др.-греч. θηρίον, буквально «зверь с Сивалика».

## Описание

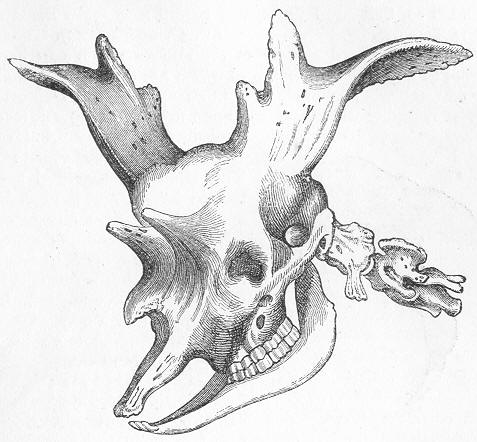
Череп сиватерия

Крупные парнокопытные, высотой в холке около 3 метров. Ноги и шея не удлинены. По строению черепа и зубов близки к антилопам.
Голова массивная, короткая, сжатая с боков с 2 парами оссиконов: передние — небольшие, конической формы, направленные вперёд; задние — массивные, плоские, ветвистые, формой подобные рогам современного лося. Оссиконы, вероятно, как и у всех жирафовых, были покрыты кожей и шерстью.

## Палеоареал
Обитали на территории Африки, Южной Азии, Южной Европы. Некоторые авторы считают,  что в Африке сиватерии встречались еще несколько десятков тысяч лет назад, но имеющиеся датировки ископаемых остатков свидетельствуют, что сиватерии исчезли около 1 млн. лет назад (середина плейстоцена).

## Палеоэкология
Населяли сухие саванны и редколесья. Питались ветками и листьями деревьев и кустарников.
Сиватерий входил в состав куруксайской фауны (поздний плиоцен Таджикистана) вместе с такими травоядными как лошадь Стенона, олень элафурус и древние антилопы. Хищники были представлены крупной гиеной пахикрокутой и саблезубой кошкой гомотерием. Все эти животные, включая сиватериев, постепенно угасли, предположительно, из-за охоты на них архаичных людей, начиная с Homo erectus, заселивших Африку и южную Азию около 2—1,5 млн. лет назад.

## Классификация
В род включают следующие вымершие виды:
- Sivatherium giganteum
- Sivatherium hendeyi
- Sivatherium maurusium
- Sivatherium olduvaiense